# Монте Марчело-Белведере (Ла Специја)
Монте Марчело-Белведере је насеље у Италији у округу Ла Специја, региону Лигурија.
Према процени из 2011. у насељу је живело 10 становника. Насеље се налази на надморској висини од 179 м.